# Ghost (Sky Ferreira)
Ghost è il secondo EP della cantante statunitense Sky Ferreira, pubblicato il 16 ottobre 2012 dall'etichetta discografica Capitol Records.

## Tracce
1. Sad Dream – 3:33 (Sky Ferreira, Blake Mills)
2. Lost In My Bedroom – 3:13 (Ferreira, Justin Raisen, Daniel Nigro, Ariel Rechtshaid)
3. Ghost – 5:27 (Ferreira, Jon Brion)
4. Red Lips – 2:21 (Shirley Manson, Greg Kurstin)
5. Everything Is Embarrassing – 4:09 (Dev Hynes, Ferreira, Rechtshaid)